# دلسوزی یه چاقوئه
«دلسوزی یه چاقوئه» (به انگلیسی: Sympathy Is a Knife) ترانه‌ای از خوانندهٔ انگلیسی چارلی ایکس‌سی‌ایکس می‌باشد که در ۷ ژوئن سال ۲۰۲۴ از سوی آتلانتیک رکوردز به‌عنوان سومین قطعه از ششمین آلبوم استودیویی وی تحت عنوان لوس منتشر گردید. در این ترانه وی افکار خود را درمورد زنی بیان و ابراز می‌نماید که گویی احساسات «تردید و تزلزل» را در او برمی‌انگیزد. در «دلسوزی یه چاقوئه» به یکی از مضامین اصلی لوس یعنی «احساسات پیچیدهٔ خواننده درمورد دیگر زنان» پرداخته شده‌است.
چارلی ایکس‌سی‌ایکس این ترانه را در فهرست ترانه‌های تور عرق خود قرار داده بود و آن را در ۱۶ نوامبر سال ۲۰۲۴ در پخش زنده شنبه شب اجرا کرد.

## ریمیکس آریانا گرانده
چارلی ایکس‌سی‌ایکس آلبوم ریمیکس لوس را تحت عنوان لوس و کاملاً متفاوته ولی همچنان لوسه در ۱۲ سپتامبر سال ۲۰۲۴ منتشر کرد. وی در ۶ اکتبر بر روی رسانه‌های اجتماعی از اشعار ریمیکس «دلسوزی یه چاقوئه» رونمایی کرد که هردو دارای پیوندهایی بودند که به پیش‌سفارش آلبوم ختم می‌شدند. گرانده نیز این اشعار را در استوری اینستاگرام خود به اشتراک گذاشت که گویا خبر از همکاری می‌داد. ایکس‌سی‌ایکس طی مصاحبه‌ای با زین لوو برای اپل میوزیک درمورد رابطه‌اش با گرانده و اینکه چطور رونمایی از لوس وی را از لحاظ شخصیتی تغییر داده پرده‌برداری نمود. از دید اختصاصی‌تر ریمیکس با گرانده باعث شد تا وی پی ببرد که افراد «واقعاْ فقط درمورد جایگاهٔ [خودشان] آگاه هستند»، و این احساسی بود که وی فکر می‌کرد گرانده با آن آشناتر است.